# آرمانیاک (استان)

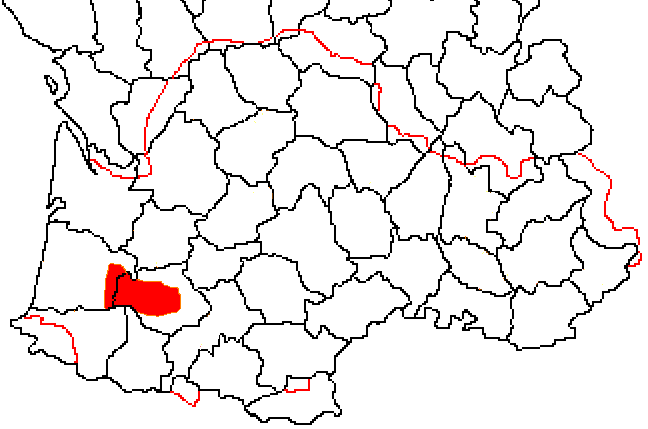
آرمانیاک.

آرمانیاک(به فرانسوی: Armagnac) نام استانی است که مابین رودهای آدور و ژارون در دامنه کوههای پیرنه در جنوب غربی فرانسه است. این استان شامل شهرستانهای لو-ا-گرون، ژر و لاند می‌باشد.
نوشیدنی الکلی آرمانیاک به نام این محل خوانده می‌شود.